# GD Polícia de Segurança Pública
GD Polícia de Segurança Pública (celým názvem: Grupo Desportivo da Polícia de Segurança Pública) je čínský fotbalový klub, který sídlí ve zvláštní správní oblasti Čínské lidové republiky Macao. Jedná se o trojnásobného vítěze macajské nejvyšší fotbalové soutěže. Klubové barvy jsou oranžová, černá a bílá. Od sezóny 1999 působí v macajské nejvyšší fotbalové soutěži.
Své domácí zápasy odehrává na Estádio Campo Desportivo s kapacitou 16 272 diváků.

## Získané trofeje
Zdroj: 
- Liga de Elite ( 3× )
  - 1972/73, 1999/00, 2005
- Taça de Macau ( 1× )
  - 2007

## Umístění v jednotlivých sezonách
Stručný přehled
Zdroj: 
- 1972–1973: Campeonato da 1ª Divisão
- 1999–2010: Campeonato da 1ª Divisão
- 2011– : Liga de Elite

Jednotlivé ročníky
Zdroj: 
Legenda: Z - zápasy, V - výhry, R - remízy, P - porážky, VG - vstřelené góly, OG - obdržené góly, +/- - rozdíl skóre, B - body, červené podbarvení - sestup, zelené podbarvení - postup, fialové podbarvení - reorganizace, změna skupiny či soutěže
| Portugalský Macao (1972 – 1999) |                          |        |     |     |     |     |     |     |     |     |        |
| Sezóny                          | Liga                     | Úroveň | Z   | V   | R   | P   | VG  | OG  | +/- | B   | Pozice |
| 1972/73                         | Campeonato da 1ª Divisão | 1      | ... | ... | ... | ... | ... | ... | ... | ... | 1.     |
| ...                             |                          |        |     |     |     |     |     |     |     |     |        |
| Macao (1999 – )                 |                          |        |     |     |     |     |     |     |     |     |        |
| Sezóny                          | Liga                     | Úroveň | Z   | V   | R   | P   | VG  | OG  | +/- | B   | Pozice |
| 1999/00                         | Campeonato da 1ª Divisão | 1      | 12  | 9   | 2   | 1   | 35  | 9   | +26 | 29  | 1.     |
| 2000/01                         | Campeonato da 1ª Divisão | 1      | 14  | 6   | 5   | 3   | 24  | 10  | +14 | 20  | 4.     |
| 2001/02                         | Campeonato da 1ª Divisão | 1      | 14  | 10  | 1   | 3   | 47  | 14  | +33 | 31  | 2.     |
| 2002/03                         | Campeonato da 1ª Divisão | 1      | 14  | ... | ... | ... | ... | ... | ... | 32  | 2.     |
| 2003/04                         | Campeonato da 1ª Divisão | 1      | 10  | 6   | 2   | 2   | ... | ... | ... | 20  | 2.     |
| 2005                            | Campeonato da 1ª Divisão | 1      | 14  | 10  | 2   | 2   | 41  | 12  | +9  | 32  | 1.     |
| 2006                            | Campeonato da 1ª Divisão | 1      | 18  | 6   | 3   | 9   | 25  | 37  | -12 | 21  | 7.     |
| 2007                            | Campeonato da 1ª Divisão | 1      | 18  | 6   | 4   | 8   | 25  | 24  | +1  | 22  | 6.     |
| 2008                            | Campeonato da 1ª Divisão | 1      | 14  | 4   | 1   | 9   | 13  | 23  | -10 | 13  | 6.     |
| 2009                            | Campeonato da 1ª Divisão | 1      | 14  | 4   | 2   | 8   | 20  | 23  | -3  | 14  | 6.     |
| 2010                            | Campeonato da 1ª Divisão | 1      | 9   | 4   | 1   | 4   | 17  | 7   | +10 | 13  | 5.     |
| 2011                            | Liga de Elite            | 1      | 18  | 7   | 3   | 8   | 21  | 33  | -12 | 24  | 6.     |
| 2012                            | Liga de Elite            | 1      | 18  | 6   | 2   | 10  | 20  | 29  | -9  | 20  | 7.     |
| 2013                            | Liga de Elite            | 1      | 18  | 7   | 2   | 9   | 24  | 33  | -9  | 23  | 5.     |
| 2014                            | Liga de Elite            | 1      | 16  | 5   | 4   | 7   | 24  | 24  | 0   | 19  | 5.     |
| 2015                            | Liga de Elite            | 1      | 18  | 4   | 3   | 11  | 17  | 40  | -23 | 15  | 7.     |
| 2016                            | Liga de Elite            | 1      | 18  | 3   | 3   | 12  | 17  | 57  | -40 | 12  | 7.     |
| 2017                            | Liga de Elite            | 1      | 18  | 2   | 5   | 11  | 11  | 42  | -31 | 11  | 8.     |
| 2018                            | Liga de Elite            | 1      | 18  |     |     |     |     |     |     |     |        |

## Účast v asijských pohárech
Zdroj: 
| Ročník  | Soutěž                    | Kolo    | Klub           | Doma | Venku | Celkem |
| ------- | ------------------------- | ------- | -------------- | ---- | ----- | ------ |
| 2000/01 | Asijské mistrovství klubů | 1. kolo | Home United FC | 0:5  | 0:6   | 0:11   |